# Алипбаев, Турар Байдусекович
Турар Байдусекович Алипбаев (каз. Тұрар Байдүсекұлы Алыпбаев; 22 октября 1959, село Жабасак, Айтекебийский район, Актюбинская область, КазССР, СССР) — казахстанский домбрист, кюйши, композитор, музыкальный педагог, профессор. Заслуженный артист Казахстана (1998), кавалер ордена «Курмет» (2019). Отличник образования Республики Казахстан (1996).

## Биография
Родился 22 октября 1959 года в селе Жабасак Айтекебийского района Актюбинской области.
В 1977 году окончил Жабасакскую среднюю школу, в 1978 году поступил в Актюбинское музыкальное училище, которое окончил в 1982 году.
В 1982 году поступил в Алма-Атинскую государственную консерваторию им. Курмангазы на факультет народных инструментов, который окончил в 1987 году по специальности домбрист-тенор. В 1992 году окончил аспирантуру консерватории.
С 1987 по 1997 год — преподаватель Тургайского областного музыкального колледжа города Аркалыка.
С 1997 по 1998 год — преподаватель Целиноградского областного музыкального колледжа.
С 1998 по 2010 год — главный концертмейстер оркестра казахских народных инструментов государственной филармонии Нур-Султана.
В составе оркестра выступал с гастролями во всех регионах республики, странах СНГ и за рубежом: Англия, Франция, Германия, Испания, Италия, Турция, Япония, Братислава, Бельгия, Греция, Болгария, Венгрия, Западная Африка, ОАР, Китай, Америка, Австрия, Румыния и др.
С 1998 года преподаватель, доцент, профессор кафедры домбры факультета традиционного музыкального искусства Казахского национального университета искусств (г. Нур-Султан);

## Творчество
В репертуаре кюи Курмангазы, Даулеткерея, Дины Нурпеисовой, Сейтека Оразалыулы, Окапа и Кали Жантлеуова и др. С исполнительским мастерством внес большой вклад в развитие казахского кюя.

### Избранные кюи
- каз. «Төремұрат» Курмангазы Сагырбайулы;[5]
- каз. «Терісқақпай» Курмангазы;
- каз. «Байжұма» Курмангазы;
- каз. «Серпер» Курмангазы;
- каз. «Сарыарқа» Курмангазы;
- каз. «Жігер» Даулеткерей;
- каз. «Топан» Даулеткерей;
- каз. «Аңшылық» Даулеткерей;
- каз. «Ақ желең» Даулеткерей;
- каз. «Ақ жарма» Есбай;
- каз. «Терісқақпай» Есбай;
- каз. «Бұл бұл» Дина Нурпеисова;
- каз. «Жігер» Дина Нурпеисова;
- каз. «Мереке» Дина Нурпеисова;
- каз. «Саржайлау» Таттимбет;

## Награды и премии
- 1984 — лауреат Республиканского конкурса «Жигер»;
- 1990 — лауреат Республиканского конкурса имени Курмангазы;
- 1994 — Почётная грамота министерства образования и науки Республики Казахстан;
- 1996 — Нагрудный знак МОН РК «Отличник образования Республики Казахстан»;
- 1998 (15 декабря) — Указом президента РК награждён почётным званием «Заслуженный артист Республики Казахстан» (награда вручена из рук президента в Акорде) — за выдающиеся заслуги в национальном искусстве и общественную активность.;
- 1998 — Профессор Казахской Национальной академии музыки;
- 2011 — Медаль «20 лет независимости Республики Казахстан»;
- 2017 — Медаль имени «Ыбырай Алтынсарин» МОН РК — за особые заслуги в области просвещения и педагогической науки.;
- 2018 — доцент искусствоведения;[6]
- 2019 (29 ноября) — Указом президента РК награждён орденом «Курмет» — за значительный вклад в воспитание молодого поколения казахских музыкантов, формирование национального сознания.;[7][8]